# Слатке мале лажљивице (ТВ серија из 2022)
Слатке мале лажљивице (енгл. Pretty Little Liars) америчка је телевизијска серија коју су створили Роберто Агире Сакаса и Линдси Калхун Бринг за Max. Четврта је серија у франшизи Слатке мале лажљивице, која се темељи на истоименом серијалу романа Саре Шепард, а одвија се у истом континуитету као и претходне серије. Прати животе групе тинејџерки које почињу да примају поруке од мистериозног нападача по имену „А”, сматрајући их одговорним за трагичан догађај из прошлости. Ансамблску поделу улога предводе: Бејли Медисон, Чандлер Кини, Зарија, Малија Пајлс и Маја Рефико.
У септембру 2020. Warner Bros. је најавио развој серије са Агире Сакасом као шоуранером. Крајем истог месеца HBO Max је наручио комплетну серију. Снимање се одвијало у држави Њујорк и трајало је током пандемије ковида 19. Прва је серија у франшизи коју не приказује ABC Family/Freeform, као и прва која се преноси преко услуге стриминга.
Прва сезона, насловљена Првобитни грех, приказана је 28. јула 2022. У септембру 2022. наручена је друга сезона серије, поднасловљена Поправна настава, која је приказана 9. маја 2024.

## Радња
Пре двадесет година, низ трагичних догађаја замало је уништио раднички град Милвуд. Данас, група различитих тинејџерки — потпуно нова група малих лажљивица — на мукама је због непознатог нападача.

## Улоге

### Главне
- Бејли Медисон као Имоџен Адамс
- Чандлер Кини као Таби Хаворт
- Зарија као Фаран Брајант
- Малија Пајлс као Мини „Маус” Хонрада
- Маја Рефико као Ноа Оливар
- Малори Бектел као:
  - Карен Бизли
  - Кели Бизли
- Шерон Лил као Сидни
- Елена Гуд као Марџори Оливар
- Ерик Џонсон као шериф Бизли
- Алекс Аионо као Шон Нобл
- Лиа Салонга као Елоди Хонрада

### Споредне
- Кејт Џенингс Грант као мадам Жири
- Карли Поуп као Дејви Адамс
- Роберт Стентон као Маршал Клантон
- Џефри Бин као господин Смити
- Бен Кук као Хенри
- Лила Крофорд као Сенди
- Џенифер Ферин као Марта Бизли
- Дерек Клена као Вес
- Џордан Гонзалез као Еш
- Елијас Качавас као Грег
- Карсон Роуланд као Чип
- Ентони Ордонез као господин Гарднер
- Габријела Пицоло као Анџела Вотерс
- Ким Бериос Лин као Ширли
- Закија Јанг као Кори Брајант
- Брајан Алтемус као Тајлер Марчанд
- Бентон Грин као Зик Брајант

## Епизоде
| Сезона | Сезона | Наслов           | Епизоде | Епизоде | Оригинална објава | Оригинална објава | Оригинална објава |
| Сезона | Сезона | Наслов           | Епизоде | Епизоде | Премијера         | Финале            | Мрежа             |
| ------ | ------ | ---------------- | ------- | ------- | ----------------- | ----------------- | ----------------- |
|        | 1.     | Првобитни грех   | 10      | 10      | 28. јул 2022.     | 18. август 2022.  |                   |
|        | 2.     | Поправна настава | 8       | 8       | 9. мај 2024.      | 20. јун 2024.     |                   |

### 1. сезона:Првобитни грех(2022)
| Бр. еп. (укупно) | Бр. еп. (у сезони) | Наслов | Редитељ            | Сценариста                                              | Премијера        |
| ---------------- | ------------------ | ------ | ------------------ | ------------------------------------------------------- | ---------------- |
| 1                | 1                  |        | Лиса Сопер         | Роберто Агире Сакаса и Линдси Калхун Бринг              | 28. јул 2022.    |
| 2                | 2                  |        | Лиса Сопер         | Роберто Агире Сакаса и Линдси Калхун Бринг              | 28. јул 2022.    |
| 3                | 3                  |        | Меги Кајли         | Мајкл Граси и Евелин Ив                                 | 28. јул 2022.    |
| 4                | 4                  |        | Лиса Сопер         | Еленор Џин и Џенина Кибука                              | 4. август 2022.  |
| 5                | 5                  |        | Лиса Сопер         | Кејт Ејвери и Алексис Шир                               | 4. август 2022.  |
| 6                | 6                  |        | Сијера Глауде      | Памела Гарсија Руни и Данијела Иман                     | 11. август 2022. |
| 7                | 7                  |        | Алекс Санџив Пилај | Данијел Џ. Кинг и Нил Макнил                            | 11. август 2022. |
| 8                | 8                  |        | Меган Грифитс      | Мајкл Граси и Стасија Демик                             | 18. август 2022. |
| 9                | 9                  |        | Рексен Бенџамин    | Роберто Агире Сакаса и Линдси Калхун Бринг              | 18. август 2022. |
| 10               | 10                 |        | Лиса Сопер         | Роберто Агире Сакаса, Линдси Калхун Бринг и Мајкл Граси | 18. август 2022. |

### 2. сезона:Поправна настава(2024)
| Бр. еп. (укупно) | Бр. еп. (у сезони) | Наслов | Редитељ            | Сценариста                                 | Премијера     | Прод. код |
| ---------------- | ------------------ | ------ | ------------------ | ------------------------------------------ | ------------- | --------- |
| 11               | 1                  |        | Меги Кајли         | Роберто Агире Сакаса и Линдси Калхун Бринг | 9. мај 2024.  |           |
| 12               | 2                  |        | Меги Кајли         | Мајкл Граси                                | 9. мај 2024.  |           |
| 13               | 3                  |        | Роксен Бенџамин    | Сара Саеди                                 | 16. мај 2024. |           |
| 14               | 4                  |        | Роксен Бенџамин    | Данијела Иман                              | 23. мај 2024. |           |
| 15               | 5                  |        | Алекс Санџив Пилај | Кејти Ејвери                               | 30. мај 2024. |           |
| 16               | 6                  |        | Алекс Санџив Пилај | Делондра Меса                              | 6. јун 2024.  |           |
| 17               | 7                  |        | Роб Сејденгланц    | Џенина Кибука                              | 13. јун 2024. | T72.10207 |
| 18               | 8                  |        | Роб Сејденгланц    | Роберто Агире Сакаса и Линдси Калхун Бринг | 20. јун 2024. |           |